# HŽ 1142 sorozat
A HŽ 1142 sorozat a Horvát Vasút (HŽ) univerzális Bo’Bo’ tengelyelrendezésű villamosmozdonya. Az első tirisztoros szabályzású villamosmozdony-sorozat, amit Horvátországban - az akkori Jugoszláviában - fejlesztettek és gyártottak. (Ezért kapta a "Tirisztorka" becenevet.) A mozdony terveit a HŽ 1141 sorozatra (korábbi JŽ 441 sorozat) alapozták, de a kor technikai követelményeinek megfelelően sokkal erősebb és modernebb mozdonytípust szerkesztettek.

## Története

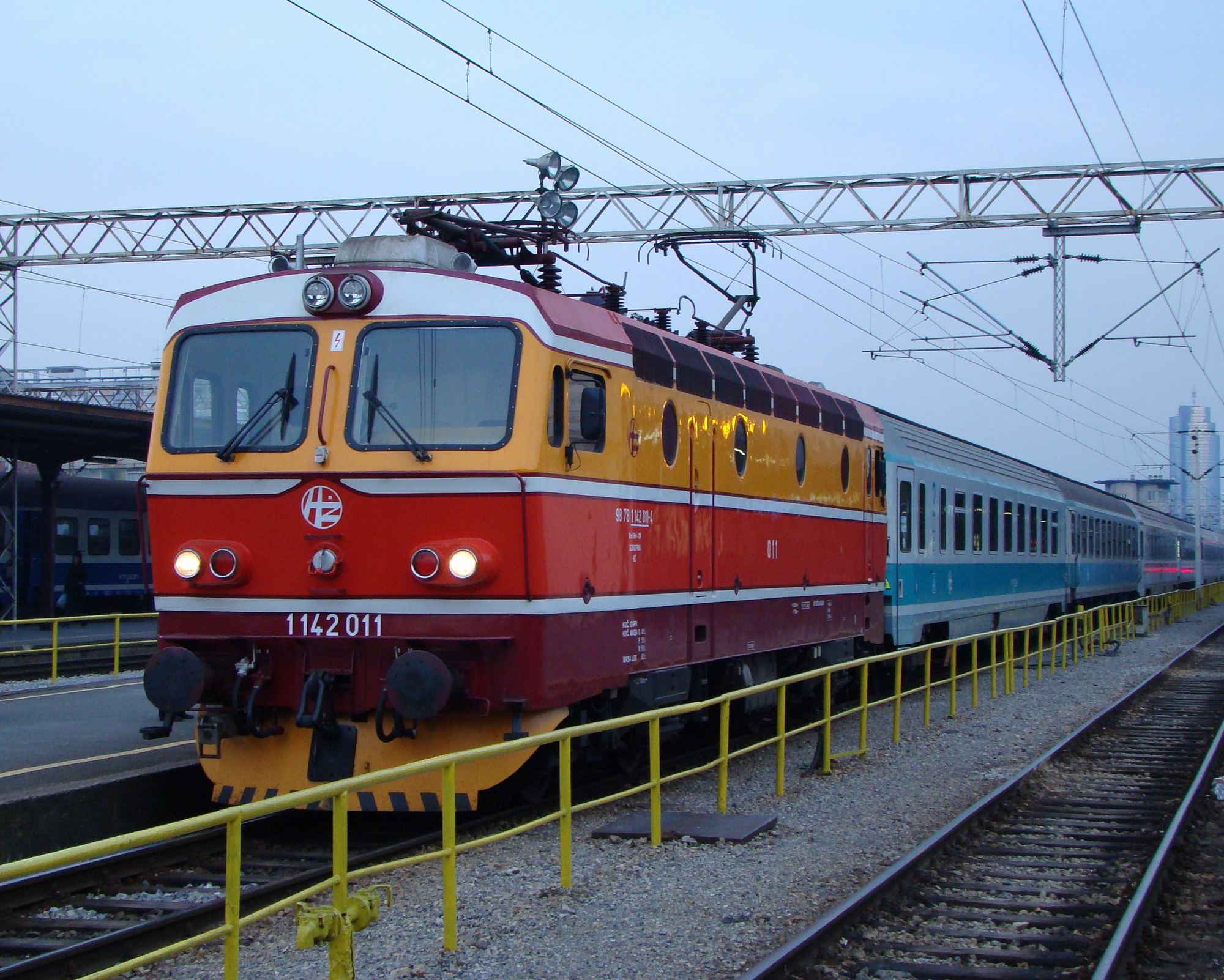
HŽ 1142

Az 1980-as évek elején a jugoszláv vasút (JŽ) belgrádi igazgatósága a JŽ 441.7 sorozatnál (most HŽ 1141 sorozat) korszerűbb mozdonyt keresett, amely abban az időben a legmodernebb mozdonya volt a vasútnak. A Končar gyár együtt működve a Janko Gredelj gyárral, megtervezte és leszállította a JZ számára a prototípust 1981-ben. Néhány év tesztelés után a vasút további 15 mozdonyt rendelt a gyártól, amelyek 1984 és 1989 között készültek el. A HŽ 1142 sorozatú mozdony 2400 kW-os villamosfékkel, automatikus megállítórendszerrel és rádióval van felszerelve.
Az 1980-as évek végén a szarajevói igazgatóság (most Bosznia-Hercegovinai Vasutak) nagy érdeklődést mutatott a típus iránt. Öt mozdonyt kívánt beszerezni, azonban ezt a Boszniai háború megakadályozta.
Szóba került Európán kívüli vasúttársaságok (Irán, Kína) vásárlása is a típusból, azonban ez sem valósult meg.
A mozdonyok a mai napig üzemelnek, azonban egyet, az 1142 002-t selejtezni kellett, mert a háború alatt 1995-ben aknára futott, és olyan súlyosan károsodott, hogy már nem állították helyre.

## A HŽ 1142 Magyarországon
A HŽ a horvát államadósság ellenértékeként a Magyar Államvasutaknak 5 db villamosmozdonyt adott át, hogy a MÁV a saját vonalain üzemeltesse. A mozdonyok erre az időszakra (1997-2001) Dombóvárra lettek állomásítva, a Budapest-Pécs és a Dombóvár-Nagykanizsa vonalon közlekedtek.
A Magyarországi tartózkodása alatt a magyar mozdonyvezetők nagyon megkedvelték, főleg bal oldali vezetőállása miatt. A MÁV-nak lehetősége lett volna 25 mozdonyt vásárolni a típusból, de végül egy olasz villanymozdony, az FS E492 sorozat mellett döntöttek, amiből egy mozdony érkezett demonstrátornak, viszont a projektbe mindkét fél csúfosan belebukott. Ez vezetett végül a Siemens Eurosprinter mozdonyok beszerzéséhez.